# Matt Dallas
Matthew 'Matt' Joseph Dallas (Phoenix, Arizona, 1982. október 21. –) amerikai színész.

## Élete
1982. október 21-én született az Arizona állambeli Phoenix-ben, ahol – idősebb testvérként – két öccsével és húgával együtt nőtt fel. A Paradise Valley High Schoolban érettségizett, majd egy rövid ideig az Arizona School for the Artsban folytatta tanulmányait.
12 évesen kezdett el érdeklődni a színészet iránt, mikor is nagyanyja biztatására jelentkezett A rút kiskacsa című darab egyik szerepére. 18 éves korában Los Angelesbe költözött, ahol elkezdte filmes karrierjét építgetni. Először modellkedésből tartotta fenn magát, majd 2005-ben megkapta első szerepét a Way of the Vampire című thrillerben, amelyben Todd karakterét formálta meg.
A nagyobb ismeretségét az ABC Family televíziós csatornán 2006-ban debütáló Kyle, a rejtélyes idegen című sci-fi sorozat címszereplőjének, Kyle-nak – egy hihetetlen erővel és ritka képességekkel rendelkező fiatalembernek – a megformálása hozta. A sorozat három évadon át tartott, mielőtt 2009-ben levették volna a műsorról. Számos filmben és sorozatokban kapott vendégszerepeket, csakúgy mint a Camp Daze, a Wannabe és a Living the Dream című filmekben, továbbá az HBO Emmy-díjas Törtetők című sorozatában is.
2004-ben feltűnt az amerikai rapper, fan 3 Geek Love című zenei klipjében, 2005-ben pedig Mischa Bartonnal James Blunt "Good by my Lover" című videóklipjében, valamint 2009-ben Katy Perry "Thinking of you" című videóklipjében.
2011 nyarán, Steven Grayhmmel és Charlie Bewley-val – akikkel együtt játszott a Wyatt Earp bosszúja című westernben – közösen létrehozták az Astoria Ent Produkciós Irodát.
2013 januárjában – Twitter oldalán – jelentette be, hogy saját neméhez vonzódik és komoly kapcsolatban él, méghozzá annyira, hogy el is jegyezte szerelmét, Blue Hamilton énekest. Két évvel később, 2015. július 5-én pedig – kihasználva, hogy az Egyesült Államok bármely államában házasságot köthetnek az azonos nemű párok – össze is házasodtak.

## Érdekességek
Magassága: 183 cm. Van egy terrier kutyája, neve: Sebastian.

## Filmográfia

### Filmek
| Év   | Magyar cím (Eredeti cím)                        | Karakter         | Magyar hang     |
| ---- | ----------------------------------------------- | ---------------- | --------------- |
| 2005 | (Way of the Vampire)                            | Todd             |                 |
| 2005 | (Camp Daze)                                     | Mario            |                 |
| 2005 | (Wannabe)                                       | táncos           |                 |
| 2006 | (Living the Dream)                              | Michael          |                 |
| 2006 | (Shugar Shank)                                  | Evan             |                 |
| 2007 | (The Indian)                                    | Danny            |                 |
| 2008 | Az ördög fia (Babysitter Wanted)                | Rick             |                 |
| 2010 | Ki hal a végén? (As Good as Dead)               | Jake             | Csőre Gábor     |
| 2010 | (In Between Days)                               | Ashley           |                 |
| 2010 | Munkával szerzett pasi (Beauty & the Briefcase) | Seth             | Markovics Tamás |
| 2012 | Wyatt Earp bosszúja (Wyatt Earp’s Revenge)      | Bat Masterson    | Juhász Zoltán   |
| 2012 | (You, Me & The Circus)                          | Max              |                 |
| 2012 | Ördög vagy angyal? (Naughty or Nice)            | Lance Leigh      |                 |
| 2013 | (Life Tracker)                                  | Scott Orenhauser |                 |
| 2014 | (1%ERS)                                         | Ryan             |                 |
| 2014 | (Ghost of Goodnight Lane)                       | Ben              |                 |
| 2017 | (Alaska Is a Drag)                              | Declan           |                 |
| 2017 | (The Mustanger and the Lady)                    | Frank Dean       |                 |

### Sorozatok
| Év         | Magyar cím : Alcím Eredeti cím : Alcím | Karakter     | Magyar hang     | Megjegyzés           |
| ---------- | -------------------------------------- | ------------ | --------------- | -------------------- |
| 2005       | Törtetők Entourage : Chinatown         | férfi modell |                 | 2. évad 6. epizód    |
| 2006- 2009 | Kyle, a rejtélyes idegen Kyle XY       | Kyle         | Pálmai Szabolcs |                      |
| 2009       | Eastwicki boszorkák Eastwick           | Chad         |                 | Az 1. évadban        |
| 2013- 2014 | Papás-babás Baby Daddy                 | Fitch        | Dányi Krisztián | A 2. és a 3. évadban |
| 2015       | Anne & Jake                            | Jake         |                 |                      |

### Videóklip
| Év   | Előadó         | Videóklip            |
| ---- | -------------- | -------------------- |
| 2004 | Fan 3          | Geek Love            |
| 2005 | James Blunt    | Goodbye My Lover     |
| 2009 | Katy Perry     | Thinking of You      |
| 2014 | Rhett and Link | It’s My Belly Button |